# Пас (хоккей с шайбой)

На этой диаграмме синий игрок справа получит очко за помощь, а синий игрок слева забьет гол.

Голевая передача (англ. assist) в хоккее с шайбой присваивается игроку команды, отдавшему пас, или отклонившему шайбу партнёру по команде, забившему шайбу в ворота противника или коснувшись её любым другим способом, который в итоге поразил цель, означающее, что он «помог» в достижении цели. На забивание гола может быть позволено не более двух передач. Помощи будут распределяться в порядке игры, при этом последний игрок, который передаст шайбу забившему игроку гол, получит очко за «первичную помощь», а игрок, передавший её первому, получает очко «вторичной помощи».
Несмотря на использование терминов «первичная помощь» и «вторичная помощь», ни один из них не стоит больше, чем другой, и ни один не стоит больше или меньше цели. Передачи и голы добавляются вместе в таблицу результатов игрока, чтобы отобразить его турнирные очки.

## Особые случаи
Если игрок забивает отскочившую шайбу (англ. rebound), отражённую вратарем, ассистирование по-прежнему присуждается, если у этого вратаря нет повторного владения шайбой, то есть он не имеет полного контроля над ней.
Тем не менее, правило гласит, что за один забитый гол может быть зачислено только одно очко любому игроку. Это означает, что один игрок не может быть зачислен с целью и помощником для того же забитого гола; вместо этого игрок получит очко только за гол, а другой игрок может получить очко за помощь, если это применимо. Это также означает, что один игрок не может быть зачислен с двумя передачами за один и тот же забитый гол; вместо этого игрок получит очко только за одну помощь, а другой игрок может получить очко за другую помощь, если это применимо.
Кроме того, если игрок передает шайбу другому игроку, который затем выполняет отдай-и-иди (англ. give-and-go) с другим игроком для цели, игрок, который сделал пас, получает очко за первичную помощь, и игрок, который перешел к потенциальному бомбардиру до того, как отдал пас, получил очко за вторичную помощь. Это в основном потому, что передачи должны предоставляться последним двум игрокам команды, забившим шайбу, до того, как потенциальный бомбардир овладеет шайбой и в конечном счете её забьет, независимо от того, имел ли её этот последний бомбардир. Это также означает, что владение шайбой может происходить между промежуточным бомбардиром и потенциальным ассистентом и между ними неограниченное количество раз, и этот стандарт по-прежнему будет применяться.